# Bartakovics József
Kisapponyi Bartakovics József (Szalakuc, 1722. március 19. – Kassa, 1763. április 15.) Jezsuita rendi tanár.

## Élete
A humán tárgyakat Nyitrán és Nagyszombatban végezvén, 18 éves korában a jezsuita szerzetbe lépett és tanulmányainak bevégeztével Gyöngyösön a szónoklat és költészet tanára volt, majd Kassán a hittudományokat és egyházjogot tanította s emellett egyházi szónoklatokat tartott magyar és szlovák nyelven.

## Művei
- Metallurgicon, sive de cultura fodinarum auri et argenti. Tyrnaviae, 1748 (költemény. Molnár János Oryctologicon című munkájában bőven és dicsérőleg emlékezik meg ezen könyvről)
- Moyses. Acta ab academicis almae… praemiis donaretur. Tyrnaviae, 1749 (névtelenül)
- Dramma elegans. Simon Machabaeus. Tyrnaviae, 1749
- Ad pias manes et incorruptum corpus p. Adami Fitter

Kézirata két 4rét kötetben, melyek 22 darab latin elegián kivül, 36 iskolai drámát foglalnak magokban magyar és latin nyelven, ezek egyike Simon Machabaeus (1848.), a többinél a szerző nincsen megnevezve. (Az Országos Széchényi Könyvtár kézirattárában.)